# Exhyalanthrax costalis
Exhyalanthrax costalis är en tvåvingeart som först beskrevs av Wray Merrill Bowden 1964.  Exhyalanthrax costalis ingår i släktet Exhyalanthrax och familjen svävflugor. Inga underarter finns listade i Catalogue of Life.